# Zazuar (kommunhuvudort)
Zazuar är en kommunhuvudort i Spanien.   Den ligger i provinsen Provincia de Burgos och regionen Kastilien och Leon, i den centrala delen av landet, 140 km norr om huvudstaden Madrid. Zazuar ligger 832 meter över havet och antalet invånare är 269.
Terrängen runt Zazuar är platt. Runt Zazuar är det ganska glesbefolkat, med 23 invånare per kvadratkilometer. Närmaste större samhälle är Aranda de Duero, 11,5 km väster om Zazuar. Trakten runt Zazuar består till största delen av jordbruksmark.